# Vitis vinifera
Vitis vinifera és una planta de la família Vitaceae originària de la zona del Caucas i l'Orient Pròxim i objecte de conreu des de les primeres civilitzacions. El nom comú que rep en català és vinya, si bé també s'anomena cep quan ens referim a la planta cultivada en forma baixa, o parra, quan ens referim a la mateixa planta cultivada en forma alta.
Aquesta és l'única espècie apta per fer vi, hi ha d'altres espècies que fan raïm, però originen vins de baixa qualitat o desagradables al gust o a l'olfacte.

## Història
La vinya té origen a una subespècie silvestre que va sobreviure l'Era glacial entre el Mar Càspia i el Golf Pèrsic, aquesta planta originària seria domesticada entre el 3500 i el 3000 AC i d'ella en sortirien tres subespècies, la Vitis vinifera pontica a la zona de Mesopotàmia, Armènia i Anatòlia que s'escamparia per Europa gràcies als fenicis i donaria origen a algunes de les varietats blanques actuals; la Vitis vinifera occidentalis a la zona del Nil que és l'origen de l'actual pinot noir; i la Vitis vinifera orientalis a la vall del riu Jordà que podria ser la precursora de l'actual chasselas.
El conreu de la vinya i la producció de vi i el seu comerç va tenir una importància cabdal pels fenicis, grecs i romans. A Catalunya la vinya va ser introduïda pels grecs al voltant del segle IV AC a partir de la ciutat d'Empúries. Amb la caiguda de l'Imperi Romà el conreu decau de manera generalitzada i hom podria dir que només es conserva als monestirs, que, sens dubte, jugaren un paper fonamental a la preservació i posterior difusió de la vinya i el vi. Entre els segles XII i XVI el conreu torna a generalitzar-se i cap a la segona meitat del segle xviii la vinya és la principal font d'ingressos de la pagesia catalana. Les colonitzacions i migracions europees van portar la vinya a Amèrica, Sud-àfrica i Austràlia. A partir de 1863 la fil·loxera (un insecte que ataca les arrels i mata la planta) va delmar la vinya a Europa i va portar a la introducció de peus americans, resistents a la fil·loxera, sobre els que es van empeltar les varietats europees.

## Descripció
La vinya és una liana enfiladissa que s'agafa a qualsevol suport mitjançant circells ramificats que apareixen oposats a les fulles. Les tiges (tòries o sarments), que habitualment es tallen en les varietats cultivades, poden arribar a tenir una gran longitud i enfilar-se als arbres, aquesta característica s'aprofita en la forma alta de conreu o parra. Les fulles, anomenades pàmpols, són de forma palmada i tenen cinc lòbuls principals més o menys marcats i retallats. Floreix entre maig i juny, les flors, hermafrodites, són molt petites, verdoses i agrupades en cimes, els òrgans masculins i femenins no apareixen al mateix temps. La pol·linització es fa per mitjà dels insectes (entomògama) i del vent (anemògama). El fruit és una baia comestible anomenada raïm, que pot ser de forma i color variables, des del verd groguenc a colors foscs segons les varietats.

## Aprofitaments
- Raïm en fresc
- Raïm en sec (panses)
- Vi
- Vinagre
- Gelats i confitures
- Most i derivats
- Begudes a base de raïm
- Alcohol destil·lat a partir de la brisa
- Pinsos per alimentació dels animals a partir de la brisa
- Àcid tàrtric destinat al sector agro-alimentari
- Oli de llavors de raïm
- Retinol a partir de les llavors